# Snow Ring
Albums de Ami Suzuki
Supreme Show
(2008)
Compilations par Ami Suzuki
Ami Selection
(2011)
Snow Ring est un mini-album de Ami Suzuki, sorti en 2013.

## Présentation
L'album sort le 6 février 2013 au Japon sous le label Avex Trax ; la chanteuse n'avait plus sorti de disque depuis la compilation Ami Selection parue plus d'un an auparavant. Il sort aussi en une version "CD+DVD" avec un DVD en supplément.
Ce mini-album atteint la 78e place du classement de l'Oricon. Il se vend à 1 294 exemplaires la première semaine, et reste classé pendant 2 semaines, pour un total de 1 881 exemplaires vendus durant cette période.
C'est un mini-album, le premier d'Ami Suzuki, ne comportant que sept pistes : trois nouvelles chansons (Snow Ring, Shining, Last Birthday), la chanson Future déjà sortie en téléchargement en même temps que la précédente compilation mais jusqu'alors inédite en disque physique, une reprise de la chanson Can't Get You Out of My Head de Kylie Minogue, une version remixée de la chanson-titre de l'album, et un autre remix d'un des premiers tubes de Suzuki sorti en 1999, Be Together. 
La chanson-titre Snow Ring a été utilisée comme thème musical pour le jeu vidéo en ligne Makina × Dolls, et pour une publicité pour Nissan (comme la chanson Future l'année précédente). Le DVD de la version "CD+DVD" contient 30 titres issus des singles de la chanteuse enregistrés lors d'un concert spécial donné le 9 février 2011 pour fêter son 29e anniversaire, intitulé Ami Suzuki 29th Anniversary Live at Liquidroom.

## Liste des titres
| CD    | CD                                                                                     | CD    | CD | CD | CD | CD | CD | CD | CD |
| No    | Titre                                                                                  | Durée |    |    |    |    |    |    |    |
| ----- | -------------------------------------------------------------------------------------- | ----- | -- | -- | -- | -- | -- | -- | -- |
| 1.    | Snow Ring                                                                              | 4:57  |    |    |    |    |    |    |    |
| 2.    | Shining (shining)                                                                      | 5:11  |    |    |    |    |    |    |    |
| 3.    | Last Birthday                                                                          | 5:18  |    |    |    |    |    |    |    |
| 4.    | Future                                                                                 | 4:08  |    |    |    |    |    |    |    |
| 5.    | Can't Get You Out of My Head (CAN'T GET YOU OUT OF MY HEAD) (reprise de Kylie Minogue) | 4:24  |    |    |    |    |    |    |    |
| 6.    | Snow Ring club remix (Sunset In Ibiza Remix)                                           | 6:09  |    |    |    |    |    |    |    |
| 7.    | Be Together (Shohei Matsumoto EDM Remix) (BE TOGETHER...)                              | 6:15  |    |    |    |    |    |    |    |
| 36:26 |                                                                                        |       |    |    |    |    |    |    |    |

| 1.  | Delightful                                                          |  |
| 2.  | Eventful                                                            |  |
| 3.  | Negaigoto (ねがいごと)                                              |  |
| 4.  | Around The World (AROUND THE WORLD)                                 |  |
| 5.  | To Be Free (To be Free) (du single Little Crystal)                  |  |
| 6.  | Fantastic                                                           |  |
| 7.  | Alright!                                                            |  |
| 8.  | Like a Love?                                                        |  |
| 9.  | O.K. Funky God                                                      |  |
| 10. | Peace Otodoke!! (Peace お届け!!♥)                                   |  |
| 11. | Sore mo Kitto Shiawase (それもきっとしあわせ)                       |  |
| 12. | Free Free (FREE FREE)                                               |  |
| 13. | Potential Breakup Song                                              |  |
| 14. | One (ONE)                                                           |  |
| 15. | Can't Stop the Disco (Can't stop the DISCO)                         |  |
| 16. | Reincarnation                                                       |  |
| 17. | Kiss Kiss Kiss (KISS KISS KISS)                                     |  |
| 18. | Reality                                                             |  |
| 19. | Thank You 4 Every Day Every Body (THANK YOU 4 EVERY DAY EVERY BODY) |  |
| 20. | Don't Need to Say Good Bye (Don't need to say good bye)             |  |
| 21. | Happy New Millennium (HAPPY NEW MILLENNUM)                          |  |
| 22. | Our Days (OUR DAYS)                                                 |  |
| 23. | Be Together (BE TOGETHER)                                           |  |
| 24. | Don't Leave Me Behind (Don't leave me behind)                       |  |
| 25. | Nothing Without You                                                 |  |
| 26. | White Key (white key)                                               |  |
| 27. | All Night Long (all night long)                                     |  |
| 28. | Alone in My Room (alone in my room)                                 |  |
| 29. | Love the Island (love the island)                                   |  |
| 30. | Tsuyoi Kizuna (強いキズナ)                                          |  |